# Ribeirão Claro
Ribeirão Claro là một đô thị thuộc bang Paraná, Brasil. Đô thị này có diện tích 632,782 km², dân số năm 2007 là 11223 người, mật độ 17,7 người/km².